# Outernauts
Outernauts é um jogo eletrônico social de RPG desenvolvido pela Insomniac Games e publicado pela Electronic Arts. Ele foi lançado em Adobe Flash no Facebook em julho de 2012. O suporte para Facebook foi encerrado em 31 de janeiro de 2014 e o título acabou recebendo conversões para iOS e Android, porém Outernauts foi completamente tirado do ar em fevereiro de 2016.
A jogabilidade de Outernauts envolvia os jogadores explorando planetas alienígenas com o objetivo de capturar criaturas para que fossem utilizadas em batalha, similarmente à série Pokémon. As ações dos jogadores eram limitadas por "energias", um recurso que acumulava com o passar do tempo, porém que também podia ser comprado por meio de dinheiro real.